# Бонизоли, Альберто
Альберто Бонизоли (итал. Alberto Bonisoli; род. 26 декабря 1961, Кастель-д’Арио) — итальянский университетский преподаватель и политик, министр культурного наследия, культурной деятельности и туризма (2018—2019).

## Биография
Окончил университет Боккони и впоследствии долго преподавал там инновационный менеджмент. Директор Новой академии изящных искусств в Милане, президент ассоциации негосударственных высших учебных заведений в области искусства, музыки, танца, моды и дизайна Coordinamento Istituzioni AFAM non Statali. Известен публичными заявлениями о необходимости выделения на нужды культуры по меньшей мере 1 % ВВП и инвестиций в оцифровку объектов культуры для расширения доступа к ним. В преддверии парламентских выборов 2018 года лидер Движения пяти звёзд Луиджи Ди Майо назвал Бонизоли возможным министром культуры в будущем правительстве Пяти звёзд. Однако, выставив свою кандидатуру в одномандатном округе в Милане, Бонизоли получил только 13,8 % голосов (победителем в его округе стал опытный политик Бруно Табаччи).
1 июня 2018 года получил портфель министра культурного наследия, культурной деятельности и туризма в правительстве Конте.
13 августа 2019 года, в разгар правительственного кризиса за несколько дней до отставки премьер-министра Конте, подписал постановление о реорганизации культурной сферы Италии, вызвавшее негативную реакцию многих специалистов. Данным решением сокращена автономия крупнейших музеев и галерей и лишены работы несколько видных деятелей музейного дела. Так, осталась без места немка Сесилия Холлберг, возглавлявшая Галерею Академии во Флоренции (она объединена с галереей Уффици). Кроме того, объединение венецианских музеев влито в музейное объединение региона Ломбардия, Национальный музей этрусского искусства на вилле Джулия в Риме включён в общую сеть этрусских музеев.
4 сентября 2019 года Джузеппе Конте сформировал своё второе правительство (новым министром культуры стал Дарио Франческини, Бонизоли не получил никакого назначения), и
5 сентября новый кабинет принёс присягу.